# Los Pozos (Herrera)
Los Pozos es un corregimiento y ciudad cabecera del distrito de Los Pozos en la provincia de Herrera, República de Panamá. La localidad tiene 2.199 habitantes (2010).